# Ardley Cove
Die Ardley Cove (spanisch Caleta Ardley) ist eine Nebenbucht der Maxwell Bay von King George Island im Archipel der Südlichen Shetlandinseln. Sie liegt nordöstlich von Ardley Island.
Namensgeber dieser von argentinischen Wissenschaftlern um das Jahr 1957 benannten Bucht und der gleichnamigen Insel ist Richard Arthur Blyth Ardley (1906–1942), Offizier an Bord der RRS Discovery II im Rahmen der britischen Discovery Investigations (1929–1931 und 1931–1933). Das UK Antarctic Place-Names Committee übertrug die Benennung 1978 ins Englische.
In der Bucht liegt Diomedea Island (auf der deutschen Karte von 1984 als „Albatrosinsel“ beschriftet). Südlich des nur bei Ebbe trockenfallenden Isthmus, der Ardley Island mit der Fildes-Halbinsel verbindet, schließt sich die Hydrographers Cove an. Am nördlichen Eingang der Bucht liegt die Rocky Cove („Steinbucht“), in die Stein-, Holz- und Kiesbach münden. In den westlichen Zipfel der Bucht mündet der vom Lake Kitezh kommende Station Creek (auf der Karte „Kiteschsee“ und „Kiteschbach“).
Westlich der Bucht liegen die Forschungsstationen Bellingshausen und Eduardo Frei sowie Villa Las Estrellas, eine von nur zwei zivilen Siedlungen in Antarktika.